# Terbutryne
La terbutryne est un composé chimique de la famille des triazines, utilisé comme herbicide sélectif. . 